# 御城番屋敷

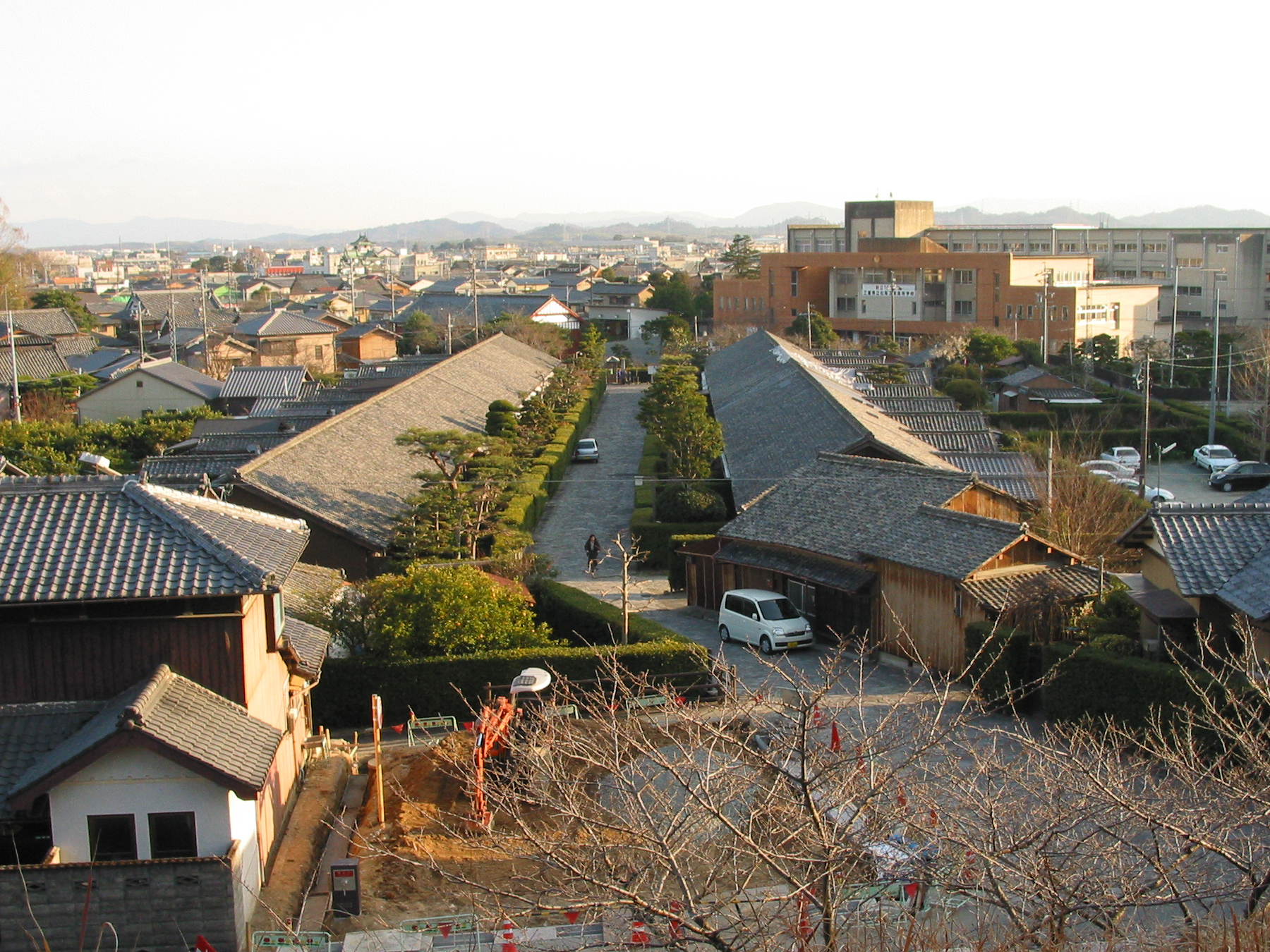
御城番屋敷全景

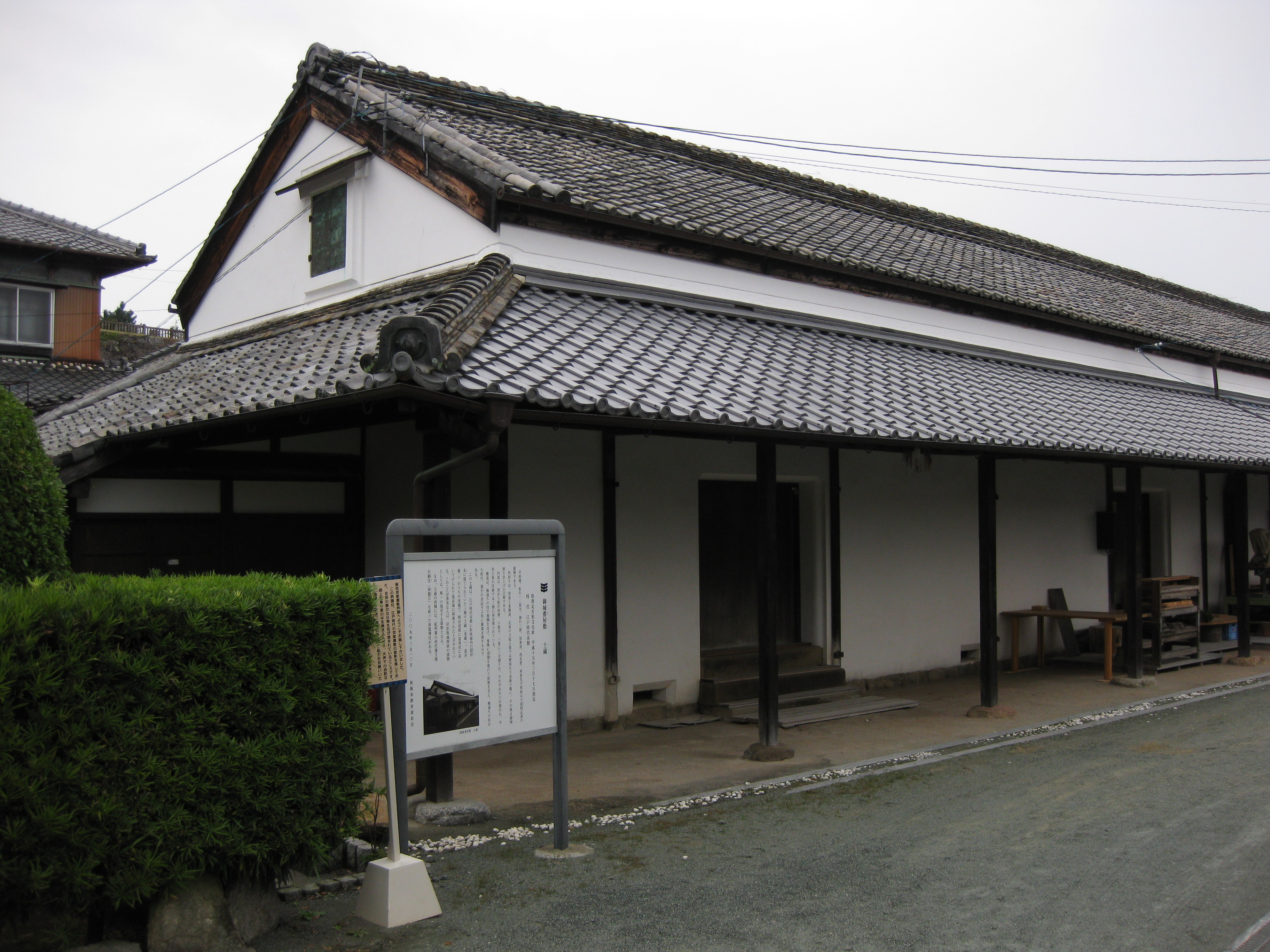
近影

御城番屋敷（ごじょうばんやしき）は、三重県松阪市殿町にある江戸時代末期の武士の住宅。松坂御城番が居住した現存する組屋敷（長屋）遺構である。

## 概要
紀州藩家老田辺安藤家に紀州藩主徳川頼宣から遣わされていた与力衆の200-300石取り紀州藩士が、安藤家の陪臣となるよう命じられたことに抗議して、幕末の1856年（安政3年）与力衆20人が脱藩して浪人となった（田辺与力騒動）。脱藩から6年後、紀州藩主の直臣40石取りとして帰参を許され、松坂御城番職に就いた。1863年（文久3年）松坂城南東の三の丸に藩士とその家族の住居として新築されたのがこの組屋敷である。
武士の住宅建築である組屋敷が、ほぼ当時のまま住居として継続して使用・維持管理されている。2004年12月10日付けで「旧松坂御城番長屋」として国の重要文化財に指定されている。

## 構造
松坂城搦め手から続く小路を挟んで東西に、東棟10戸・西棟9戸が並び残る。東棟は桁行90.9メートルの平屋。南北の妻側は切妻造。西棟は桁行83.6メートルの平屋。北面は切妻造、南面は入母屋造。ともに瓦葺、裏面に角屋が付属している。各棟は1戸あたり間口5間・奥行き5間が基準となっている。建物を取り囲む槙の生垣や前庭、上り框のある玄関、畑地などと整然と建て並べられている。

## 維持管理と景観整備
明治維新後に、士族授産で得た資産を元手に住民士族が合資会社苗秀社（びょうしゅうしゃ）を設立し、以来建物の維持管理にあたってきた。現存する19戸中12戸が借家として貸し出され、内1戸を1990年（平成2年）から松阪市が借用して内部を創建当時の姿に復元、苗秀社に運営を委託して一般公開している。松阪市はこの一般公開に先立つ1989年（平成元年）、電柱の移転・共同受信によるテレビアンテナの撤去・中央の小路の石畳化工事を行うなど景観整備を集中して行っている。
築140年を越える老朽建築物であり、近年シロアリの被害も見られるようになって修復工事が必要となった。2006年、松阪市は修復計画策定委員会を設置、耐震・防災も考慮した修復計画が策定され、2010年（平成22年）12月15日、修復整備工事が完了した。

## 文化財
- 国の重要文化財：旧松坂御城番長屋2棟（東棟・西棟） （2004年（平成16年）12月10日指定）
- 県指定文化財：土蔵 （2003年（平成15年）3月17日指定）

## 見学
- 開館時間：午前10時から午後4時
- 入館料：無料
- 休館日：月曜（月曜が休日の場合は翌日）・年末年始